# Brenk
Brenk là một xã thuộc huyện Ahrweiler, bang Rheinland-Pfalz, phía tây nước Đức. Xã Brenk có diện tích 3,08 km², dân số thời điểm ngày 31 tháng 12 năm 2006 là 191 người.